# William Pollack
William Pollack (* 26. Februar 1926 in North-Kensington, London; † 3. November 2013 in Yorba Linda, Kalifornien) war ein britisch-US-amerikanischer Chemiker und Immunologe, bekannt für die Entwicklung einer Impfung gegen die Rhesusfaktor-Unverträglichkeit bei schwangeren Frauen.

## Leben
Pollack diente im Zweiten Weltkrieg in der Royal Navy und studierte nach dem Krieg am Imperial College London Chemie mit dem Bachelor-Abschluss 1948. Danach studierte er an der St. George’s Hospital Medical School in London mit dem Master-Abschluss in Chemie 1950 und war 1948 bis 1954 in der Pathologie des St. George’s Hospital (Hyde Park Corner). 1954 zog er nach British Columbia, wo er im Royal Columbian Hospital in Vancouver forschte. 1963 wechselte er zur Pharmafirma Ortho Pharmaceutical in Raritan (New Jersey) und begann seine Entwicklung eines Rhesusfaktor-Impfstoffs. Er wurde Vizepräsident und Forschungsdirektor von Ortho Pharmaceutical. In seiner Zeit in New Jersey erwarb er auch einen Ph.D. in Zoologie an der Rutgers University. Er lehrte Immunologie an der Rutgers University und Columbia University. Nach 25 Jahren bei Ortho Pharmaceutical ging er zur Pharmafirma Purdue-Frederick in Connecticut und gründete spätere eine eigene Pharmafirma, Quotient Pharmaceuticals Manufacturing in Anaheim, California.

## Werk
Pollack isolierte die ausschlaggebenden Antigene für die Entwicklung des Impfstoffs (Anti-D-Immunglobulin, Rho(D)-Immunglobulin, Rho-GAM). Ko-Entwickler waren Vincent J. Freda und John G. Gorman vom Columbia-Presbyterian Medical Center, die dafür mit Pollack 1980 den Lasker~DeBakey Clinical Medical Research Award (wie auch die britische Gruppe um Ronald Finn, Cyril A. Clarke). Der Impfstoff wurde zunächst an Kaninchen entwickelt und dann an freiwilligen männlichen Gefangenen in Sing Sing getestet, bevor ein klinischer Test an 600 Patientinnen mit Rhesus-Inkompatibilität erfolgte, der eine Erfolgsquote von 99 Prozent hatte.
Unabhängig arbeitete an der Entwicklung einer Rhesusfaktor-Impfung auch die Gruppe von Ronald Finn in Liverpool, und Pollack unterstützte Finn durch Übergabe von Antikörpern bei einem Besuch von Finn in seinem Labor. Finn hatte die Idee, die rhesuspositiven Blutkörperchen des Fötus im Blutkreislauf der rhesusnegativen Mutter durch Injektion von Antikörpern zu beseitigen und so eine Immunisierung der Mutter gegen die Blutkörperchen des Kindes zu verhindern (sie tritt in der Regel bei der Mutter erst nach der ersten Geburt eines rhesusinkompatiblen Kindes auf und kann dann in den Folgeschwangerschaften zu den gefürchteten Komplikationen führen). Die Möglichkeit eines solchen Vorgehens war schon 1909 von Theobald Smith mit Diphtherietoxin-Antikörpern nachgewiesen worden. Freda, Gorman und Pollack bauten darauf auf und zeigten 1962/63, dass die Verabreichung der Antikörper in den ersten 72 Stunden nach Injektion eines Rhesusfaktor-Antigens die Immunisierung verhindert.
Der 1969 eingeführte Impfstoff beseitigte praktisch die Fälle von Rhesusfaktor-Inkompatibilität in fortgeschrittenen Industrienationen wie den USA, die dort vorher jährlich rund 10.000 Todesopfer unter Babys verursachten. Die WHO empfahl die Impfung 1971 als Standardverfahren und konstatierte 1998, dass die früher auf eine Anzahl von rund 200.000 geschätzte Inkompatibilitätsfälle weltweit selten geworden waren.
Er war seit 1954 verheiratet und hatte zwei Söhne.

## Schriften
- W. Pollack, J. G. Gorman, V. J. Freda: Intramuscular injection of new experimental {\displaystyle \gamma _{2}}-globulin preparation containing high levels of Anti-Rh antibody as means of preventing sensitization to Rh, Proc. 9. Congress Intern. Society Hematology, Band 2, 1962, S. 545.
- W. Pollack, J. G. Gorman, V. J. Freda: Successfull prevention of experimental Rh-sensitization in man with an anti-Rh-{\displaystyle \gamma _{2}}-globulin antibody preparation, J. Immunol. Transf., Band 4, 1964, S. 26.
- W. Pollack, J. G. Gorman, V. J. Freda:  Prevention of isoimmunization to the Rh-factor using high titer anti-Rh-{\displaystyle \gamma }-globulin, Proc. 10th Congress Int. Soc.Blood Transf (Stockholm 1964), 1965, S. 949.
- W. Pollack, J. G. Gorman, H. J. Hager, V. J. Freda, D. Tripodi: Antibody-mediated immune suppression to the Rh-factor: Animal models suggesting mechanism of action, Transfusion, Band 8, 1968, S. 134.
- W. Pollack, J. G. Gorman, V. J. Freda, W. Q. Ascari, A. E. Allen, W. J. Baker: Results of clinical tests of RhoGAM in women, Transfusion (N.Y.), Band 8, 1968, S. 151.
- W. Pollack, J. G. Gorman, V. J. Freda, E. R. Jennings, J. F. Sullivan, G. H. Hill: Clinical evaluation of Rh-immunoglobulin in the prophylaxis of immunization of the Rh-factor, Bibl. Haemat., Band 29, 1968, S. 231.